# Lasioglossum oaxacacola
Lasioglossum oaxacacola là một loài Hymenoptera trong họ Halictidae. Loài này được Engel, Hinojosa-Díaz & Yáñez-Ordóñez mô tả khoa học năm 2007.